# گورستان پیران رز
گورستان پیران رز مربوط به هزاره اول قبل از میلاد - سده‌های میانه دوران‌های تاریخی پس از اسلام است و در شهرستان رودبار، بخش خورگام، دهستان دلفک، روستای چهش واقع شده و این اثر در تاریخ ۲۷ اسفند ۱۳۸۶ با شمارهٔ ثبت ۲۲۵۱۱ به‌عنوان یکی از آثار ملی ایران به ثبت رسیده است.